# Del Reeves
Franklin Delano Reeves (14 de julio de 1932 - 1 de enero de 2007)  fue un cantante estadounidense de música country, conocido por sus novedosas canciones de la década de 1960, incluidas " Girl on the Billboard " y "The Belles of Southern Bell". También es conocido por su himno de camioneros de 1968, "Looking at the World Through a Windshield". Se convirtió en uno de los cantantes country masculinos de mayor éxito de la década de 1960.

## Biografía
Reeves nació en Sparta (Carolina del Norte), en julio de 1932, siendo el menor de 11 hermanos.  Lleva el nombre del presidente estadounidense Franklin Delano Roosevelt .  Mientras sus hermanos mayores servían en el ejército durante la Segunda Guerra Mundial, Reeves aprendió a tocar sus instrumentos musicales.  A los 12 años, Reeves comenzó a actuar en el Merry Go Round Show de la estación de radio local WPAQ .  
Tras finalizar la secundaria, Reeves asistió brevemente al Appalachian State College, antes de alistarse en la Fuerza Aérea de los Estados Unidos, estacionada en la Base de la Fuerza Aérea Travis en Fairfield (California). 
Después de completar su servicio militar, Reeves comenzó a actuar regularmente en el programa de radio de Chester Smith en la emisora de radio KTRB Modesto (California) alrededor de 1955.   Reeves hizo sus primeras grabaciones de rockabilly con Capitol Records entre 1957 y 1958.  
En 1958, Reeves comenzó a presentar un programa de variedades de televisión en la emisora KOVR Stockton (California).  En 1961, firmó con la compañía discográfica Decca Records y grabó la canción que se convertiría en su primer sencillo en las listas, "Be Quiet Mind".  Al mudarse a Nashville en 1962, Reeves y su esposa Ellen Schiell coescribieron "Sing a Little Song of Heartache", un éxito que entró en el Top 5 de Rose Maddox ese año.  
Después de trabajar con los sellos discográficos Reprise Records en 1963 y Columbia Records en 1964, Reeves firmó con United Artists Records.  Reeves se hizo conocido como "The Doodle-Oo-Doo-Doo Kid" por el efecto de sonido que agregaba a sus canciones.  Con United Artists, obtuvo su primer sencillo de éxito, "The Girl on the Billboard", que alcanzó el número 1 de las listas en 1965.  Su siguiente sencillo, "The Belles of the Southern Bell", colocó al country entre los cinco primeros.  Su éxito continuó durante el resto de la década de 1960. Las canciones que se convirtieron en éxitos durante esta época son "Be Glad" y "Good Time Charlie's".  A finales de la década de 1960, apareció en varias películas de Hollywood, incluido un papel protagónico en Cottonpickin' Chickenpickers y un papel secundario en la primera gran película de Burt Reynolds, Sam Whiskey.  
En la década de 1970, lanzó una serie de duetos con Bobby Goldsboro y Penny DeHaven. También regresó a la televisión, presentando el programa sindicado Del Reeves' Country Carnival. Su último gran éxito fue "The Philadelphia Fillies". Su carrera decayó a mediados de la década de 1970 y luego comenzó a alejarse lentamente de la música country, aunque grabó algunos duetos con Billie Jo Spears en 1976. 
En 1979, Reeves dejó su carrera musical para convertirse en ejecutivo musical. Eventualmente ayudaría al cantautor Billy Ray Cyrus a conseguir su primer contrato discográfico importante.  Continuó grabando en la década de 1980 a escala reducida para sellos más pequeños.

## Vida personal
Reeves se casó con Ellen Schiell en 1956 en la feria del  Condado de Stanislaus en California; tuvieron tres hijos. 

## Discografía

### Álbumes
| Año  | Álbum                                 | USA Country |
| ---- | ------------------------------------- | ----------- |
| 1965 | Mr. Country Music                     | —           |
| 1965 | Girl on the Billboard                 | 8           |
| 1965 | Doodle-Oo-Doo-Doo                     | 6           |
| 1966 | Sings Jim Reeves                      | 23          |
| 1966 | Special Delivery                      | 28          |
| 1966 | Gettin' Any Feed for Your Chickens    | 18          |
| 1966 | Santa's Boy                           | —           |
| 1967 | Struttin' My Stuff                    | 22          |
| 1967 | Six of One, Half a Dozen of the Other | 42          |
| 1967 | The Little Church in the Dell         | —           |
| 1967 | Our Way of Life                       | 28          |
| 1968 | Running Wild                          | 35          |
| 1968 | The Best                              | —           |
| 1968 | Looking at the World                  | 33          |
| 1969 | Wonderful World of Country Music      | —           |
| 1969 | Down at the Goodtime Charlie's        | 42          |
| 1969 | Friends and Neighbors                 | —           |
| 1970 | Big Daddy Del                         | 41          |
| 1970 | Country Concert                       | —           |
| 1970 | The Best 2                            | —           |
| 1971 | Del Reeves                            | 36          |
| 1972 | Before Goodbye                        | 45          |
| 1973 | Trucker's Paradise                    | —           |
| 1974 | Live at the Palomino Club             | 45          |
| 1974 | The Very Best                         | 42          |
| 1975 | With Strings and Things               | —           |
| 1976 | By Request (with Billie Jo Spears)    | 46          |
| 1976 | 10th Anniversary                      | —           |
| 1980 | Let's Go to Heaven Tonight            | —           |
| 1994 | His Greatest Hits                     | —           |
| 1996 | Gospel                                | —           |
| 1998 | I'll Take My Chances                  | —           |

### Sencillos
| Año  | Título                                                        | Posicionamiento en listas | Posicionamiento en listas | Álbum                                 |
| Año  | Título                                                        | USA Country               | CAN Country               | Álbum                                 |
| ---- | ------------------------------------------------------------- | ------------------------- | ------------------------- | ------------------------------------- |
| 1961 | "Be Quiet Mind"                                               | 9                         | —                         | singles only                          |
| 1962 | "He Stands Real Tall"                                         | 11                        | —                         | singles only                          |
| 1963 | "The Only Girl I Can't Forget"                                | 13                        | —                         | singles only                          |
| 1964 | "Talking to the Night Lights"                                 | 41                        | —                         | singles only                          |
| 1965 | "Girl on the Billboard"A                                      | 1                         | —                         | Girl on the Billboard                 |
| 1965 | "The Belles of the Southern Bell"                             | 4                         | —                         | Girl on the Billboard                 |
| 1965 | "Women Do Funny Things to Me"                                 | 9                         | —                         | Doodle-Oo-Doo-Doo                     |
| 1966 | "One Bum Town"                                                | 42                        | —                         | Special Delivery                      |
| 1966 | "Gettin' Any Feed for Your Chickens"                          | 37                        | —                         | Gettin' Any Feed for Your Chickens    |
| 1966 | "This Must Be the Bottom"                                     | 27                        | —                         | Struttin' My Stuff                    |
| 1967 | "Blame It on My Do Wrong"                                     | 45                        | —                         | Six of One, Half a Dozen of the Other |
| 1967 | "The Private"                                                 | 33                        | —                         | The Best of Del Reeves                |
| 1967 | "A Dime at a Time"                                            | 12                        | —                         | Our Way of Life                       |
| 1968 | "I Just Wasted the Rest" (with Bobby Goldsboro)               | 56                        | —                         | Our Way of Life                       |
| 1968 | "Wild Blood"                                                  | 18                        | 5                         | Running Wild                          |
| 1968 | "Looking at the World Through a Windshield"                   | 5                         | 4                         | Looking at the World                  |
| 1968 | "Good Time Charlie's"                                         | 3                         | 20                        | Down at the Goodtime Charlie's        |
| 1969 | "Be Glad"                                                     | 5                         | —                         | Down at the Goodtime Charlie's        |
| 1969 | "There Wouldn't Be a Lonely Heart in Town"                    | 12                        | —                         | Big Daddy Del                         |
| 1969 | "Take a Little Good Will Home" (with Bobby Goldsboro)         | 31                        | 31                        | Our Way of Life                       |
| 1970 | "A Lover's Question" (with the Goodtime Charlies)             | 14                        | —                         | The Best 2                            |
| 1970 | "Son of a Coal Man"                                           | 41                        | 21                        | Friends and Neighbors                 |
| 1970 | "Landmark Tavern" (with Penny DeHaven)                        | 20                        | 24                        | singles only                          |
| 1970 | "Bad, Bad Tuesday"                                            | —                         | 41                        | singles only                          |
| 1970 | "Right Back to Lovin' You Again"                              | 22                        | 21                        | Friends and Neighbors                 |
| 1971 | "Bar Room Talk"                                               | 30                        | 7                         | Friends and Neighbors                 |
| 1971 | "Workin' Like the Devil for the Lord"                         | 33                        | —                         | Friends and Neighbors                 |
| 1971 | "The Philadelphia Fillies"                                    | 9                         | 38                        | Del Reeves                            |
| 1971 | "Dozen Pairs of Boots"                                        | 31                        | 49                        | Del Reeves                            |
| 1972 | "The Best Is Yet to Come"                                     | 29                        | —                         | Del Reeves                            |
| 1972 | "No Rings, No Strings"                                        | 62                        | —                         | Before Goodbye                        |
| 1972 | "Crying in the Rain" (with Penny DeHaven)                     | 54                        | —                         | single only                           |
| 1972 | "Before Goodbye"                                              | 47                        | —                         | Before Goodbye                        |
| 1973 | "Trucker's Paradise"                                          | 54                        | 86                        | Trucker's Paradise                    |
| 1973 | "Mm-Mm Good"                                                  | 44                        | 31                        | single only                           |
| 1973 | "Lay a Little Lovin' on Me"                                   | 22                        | 63                        | The Very Best of Del Reeves           |
| 1974 | "What a Way to Go"                                            | 70                        | —                         | singles only                          |
| 1974 | "Prayer from a Mobile Home"                                   | 62                        | —                         | singles only                          |
| 1974 | "She Likes Country Bands"                                     | 89                        | —                         | singles only                          |
| 1974 | "Pour It All on Me"                                           | 65                        | —                         | Strings and Things                    |
| 1975 | "But I Do"                                                    | 65                        | —                         | Strings and Things                    |
| 1975 | "Puttin' In Overtime at Home"                                 | 74                        | —                         | Strings and Things                    |
| 1975 | "You Comb Her Hair Every Morning"                             | 92                        | —                         | single only                           |
| 1976 | "I Ain't Got Nobody"                                          | 51                        | —                         | 10th Anniversary                      |
| 1976 | "On the Rebound" (with Billie Jo Spears)                      | 29                        | —                         | By Request                            |
| 1976 | "Teardrops Will Kiss the Morning Dew" (with Billie Jo Spears) | 42                        | —                         | By Request                            |
| 1976 | "My Better Half"                                              | 79                        | —                         | singles only                          |
| 1977 | "Ladies' Night"                                               | 78                        | —                         | singles only                          |
| 1978 | "When My Angel Turns into a Devil"                            | 93                        | —                         | singles only                          |
| 1978 | "Dig Down Deep"                                               | 79                        | —                         | singles only                          |
| 1980 | "Take Me to Your Heart"                                       | 82                        | —                         | Del Reeves                            |
| 1980 | "What Am I Gonna Do?"                                         | 90                        | —                         | Del Reeves                            |
| 1981 | "Swinging Doors"                                              | 67                        | —                         | singles only                          |
| 1981 | "Slow Hand"                                                   | 53                        | —                         | singles only                          |
| 1982 | "Ain't Nobody Gonna Get My Body but You"                      | 67                        | —                         | singles only                          |
| 1986 | "The Second Time Around"                                      | 95                        | —                         | Here's Del Reeves                     |